# Dermot Pius Farrell
Dermot Pius Farrell (Castletown-Geoghegan, 22 novembre 1954) è un arcivescovo cattolico irlandese, dal 29 dicembre 2020 arcivescovo metropolita di Dublino, primate d'Irlanda e vicepresidente della Conferenza dei vescovi cattolici irlandesi.

## Biografia
Dermot Pius Farrell è nato il 22 novembre 1954 a Castletown-Geoghegan, contea di Westmeath e diocesi di Meath, nella parte centrale della Repubblica d'Irlanda; è il primogenito dei sette figli di Carmel e Dermot Farrell.

### Formazione
Ha ricevuto l'istruzione elementare prima nella città nativa e poi a Streamstown, continuando quella secondaria presso il St Finian's College a Mullingar, dove ha ottenuto il diploma. Sentendo maturare la vocazione al sacerdozio, nel settembre 1972 si è iscritto al St Patrick's College di Maynooth, dove nel 1976 ha conseguito con lode il baccalaureato nelle scienze nell'ambito degli studi filosofici; presso la stessa università ha ottenuto anche il baccalaureato in divinità nel 1979 e la licenza in teologia nel 1981. Prima di terminare gli studi, ha ricevuto l'ordinazione sacerdotale il 7 giugno 1980, nella chiesa di San Michele presso la città natale, incardinandosi, venticinquenne, come presbitero della diocesi di Meath.
Poco dopo l'ordinazione gli è stato affidato il primo incarico pastorale come vicario parrocchiale nella parrocchia della cattedrale di Cristo Re a Mullingar, dove ha servito per quattro anni. Nel 1985 si è trasferito a Roma, in Italia, dove ha intrapreso gli studi post laurea alla Pontificia Università Gregoriana e nel 1988 qui ha conseguito il dottorato in teologia con una tesi intitolata "I fondamenti dogmatici del pensiero di Bernard Häring sulla morale cristiana come modo di vivere sacramentale"; durante il suo ultimo anno nella capitale italiana ha anche servito come direttore della formazione presso il Pontificio collegio irlandese.

### Ministero sacerdotale
Rientrato in patria, è stato nominato vicario parrocchiale nella parrocchia di Tullamore e nel 1989 ha iniziato a tenere lezioni di teologia morale al St Patrick's College di Maynooth; nel 1990 il consiglio di dirigenza del medesimo istituto lo ha nominato assistente esecutivo del presidente del collegio e membro della Facoltà di teologia, ricoprendo anche la carica di direttore del programma annuale di scienze religiose. Nel 1993 è stato promosso vicepresidente del collegio e, dopo la morte improvvisa di Matthew O'Donnell, nel 1996 è stato nominato presidente dello stesso e del seminario nazionale; quando il collegio ed il seminario sono stati separati in base a quanto stabilito dallo Universities Act 1997, egli ne è comunque rimasto a capo. Farrell ha presieduto la revisione del programma di formazione Pastores Dabo Vobis del collegio, curando inoltre la ristrutturazione dei suoi edifici storici. Nel 1998 è divenuto membro dell'Ordine equestre del Santo Sepolcro di Gerusalemme.
Nel 2002, in seguito ai resoconti dei media sulle dimissioni dell'ex presidente Micheál Ledwith nel 1994, Farrell ha reso pubbliche le circostanze dell'allontanamento di Ledwith: era stato accusato di abusi sessuali su un minore e aveva raggiunto un accordo finanziario confidenziale con il suo accusatore.
Nel 2006 Charles E. Curran, controverso teologo statunitense, è stato invitato a parlare ad una conferenza che stava sponsorizzando e Farrell ha affermato di non essere stato consultato o informato dell'invito.
Il 6 giugno 2007 papa Benedetto XVI lo ha insignito del titolo onorifico di prelato d'onore di Sua Santità e poco dopo si è ritirato dalla presidenza del St Patrick's College dopo undici anni. Il 1º settembre successivo è divenuto parroco della parrocchia di Dunboyne e Kilbride nella contea di Meath, una delle più grandi ed in crescita, e nel 2009 è stato nominato vicario generale della diocesi di Meath, ricoprendo tali incarichi fino alla promozione all'episcopato.
Durante il suo sacerdozio ha fatto anche parte di vari consigli e comitati, tra cui il consiglio di amministrazione di Allianz plc, dell'organo direttivo della National University of Ireland a Maynooth, del Dipartimento teologico della Irish Inter-Church Committee; è stato inoltre direttore nazionale del diaconato permanente ed è attualmente presidente di Veritas Communications.

### Ministero episcopale

#### Vescovo di Ossory

Stemma di monsignor Dermot Pius Farrell come vescovo di Ossory.

Il 3 gennaio 2018 papa Francesco lo ha nominato, sessantatreenne, vescovo di Ossory; è succeduto al settantaduenne Séamus Freeman, S.A.C., dimessosi per motivi di salute il 29 luglio 2016. Ha ricevuto la consacrazione episcopale l'11 marzo successivo, nella cattedrale di Santa Maria a Kilkenny, per imposizione delle mani di Diarmuid Martin, arcivescovo metropolita di Dublino, assistito dai co-consacranti Jude Thaddeus Okolo, arcivescovo titolare di Novica e nunzio apostolico in Irlanda, e Michael Smith, vescovo di Meath; ha preso possesso della diocesi durante la stessa celebrazione. Come suo motto episcopale ha scelto Adiutorium nostrum in nomine Domini, che tradotto vuol dire "Il nostro aiuto è nel nome del Signore" (Salmo 124).
Lo stesso anno è stato promosso al ruolo di grande ufficiale dell'Ordine equestre del Santo Sepolcro di Gerusalemme ed è divenuto membro di diritto del comitato permanente della Conferenza episcopale irlandese, divenendone segretario finanziario nel marzo 2019.

#### Arcivescovo metropolita di Dublino
Il 29 dicembre 2020 papa Francesco lo ha promosso, sessantaseienne, arcivescovo metropolita di Dublino; è succeduto al settantacinquenne Diarmuid Martin, dimissionario per raggiunti limiti d'età. Contestualmente ha ricevuto il titolo onorifico di primate d'Irlanda ed è diventato vicepresidente della Conferenza dei vescovi cattolici irlandesi, rimanendo anche amministratore diocesano di Ossory fino al 2 febbraio 2021, quando ha preso possesso dell'arcidiocesi durante una cerimonia che si è svolta nella procattedrale di Santa Maria a Dublino.
Poco dopo la nomina, Farrell ha dichiarato al The Irish Times di essere favorevole all'apertura del diaconato femminile, sostenendo anche di non essere contrario all'ordinazione delle donne ma di temere che tale mossa possa causare uno scisma nella Chiesa cattolica, come era avvenuto nella Chiesa anglicana e nella Chiesa episcopale degli Stati Uniti. Nella stessa intervista ha chiesto un approccio più flessibile al celibato, simile a quello adottato dalle Chiese ortodosse orientali.
Il 7 agosto 2021, nella procattedrale di Santa Maria, il nunzio apostolico in Irlanda Jude Thaddeus Okolo gli ha imposto il pallio, simbolo di comunione tra il metropolita e la Santa Sede, che era stato benedetto dal papa il 29 giugno, giorno della solennità dei Santi Pietro e Paolo, nella basilica di San Pietro in Vaticano.

## Genealogia episcopale e successione apostolica
La genealogia episcopale è:
- Cardinale Scipione Rebiba
- Cardinale Giulio Antonio Santori
- Cardinale Girolamo Bernerio, O.P.
- Arcivescovo Galeazzo Sanvitale
- Cardinale Ludovico Ludovisi
- Cardinale Luigi Caetani
- Cardinale Ulderico Carpegna
- Cardinale Paluzzo Paluzzi Altieri degli Albertoni
- Papa Benedetto XIII
- Papa Benedetto XIV
- Papa Clemente XIII
- Cardinale Enrico Benedetto Stuart
- Papa Leone XII
- Cardinale Chiarissimo Falconieri Mellini
- Cardinale Camillo Di Pietro
- Cardinale Mieczysław Halka Ledóchowski
- Cardinale Jan Maurycy Paweł Puzyna de Kosielsko
- Arcivescovo Józef Bilczewski
- Arcivescovo Bolesław Twardowski
- Arcivescovo Eugeniusz Baziak
- Papa Giovanni Paolo II
- Arcivescovo Diarmuid Martin
- Arcivescovo Dermot Pius Farrell

La successione apostolica è:
- Vescovo Gerard Nash (2021)
- Vescovo Niall Coll (2023)
- Vescovo Donal Roche (2024)